# Парламентарни избори у Аустрији 1994.
Парламентарни избори у Аустрији 1994. су одржани 9. октобра 1994. и били су 19. парламентарни избори у историји Аустрије. Најјача партија је остала  на челу са савезним канцеларом Францом Враницким, али је странка морала да се помири са великим губитком гласова. Дрга најјача странка, која се такође морала помирити са губитком гласова, је била  Ерхарда Бусека. Највећи профит од губитка гласова ÖVP-а и SPÖ-а је имала Слободарска партија чији је председник био Јерг Хајдер. Медлин Петровић са својом Зеленом партијом је била на четвртом месту. По први пут у парламент Аустрије је ушао Либерални форум (LIF) којим је председавала Хајде Шмит.

## Изборни резултати
Резултати парламентарних избора у Аустрији 1994.
| Политичка партија                                                       | гласова   | гласова  | %    | %    | број посланика | број посланика |
| Политичка партија                                                       | 1994      | ±        | 1994 | ±    | 1994           | ±              |
| ----------------------------------------------------------------------- | --------- | -------- | ---- | ---- | -------------- | -------------- |
| Социјалдемократска партија Аустрије ()                                  | 1.617.804 | -394.983 | 34,9 | -7,9 | 65             | -15            |
| Аустријска народна странка ()                                           | 1.281.846 | -226.754 | 27,7 | -4,4 | 52             | -8             |
| Слободарска партија Аустрије ()                                         | 1.042.332 | +259.684 | 22,5 | +5,9 | 42             | +9             |
| Зелени - Зелена алтернатива ()                                          | 338.538   | +113.454 | 7,3  | +2,5 | 13             | +3             |
| Либерални форум ()                                                      | 276.580   | -        | 6,0  | -    | 11             | +11            |
| Остале партије                                                          | 76.014    | -        | 1,6  | -    | 0              | 0              |
| Укупно                                                                  | 4.633.114 |          | 100  |      | 183            |                |
| Извори: Резултати парламентарних избора у Аустрији 1945-2002, Аустрија, |           |          |      |      |                |                |

- Од 5.774.000 регистрованих гласача на изборе је изашло 81,94%

## Последице избора
и  су наставили велику коалицију која траје од 1986. године. Франц Враницки је остао савезни канцелар, а Ерхард Бусек вицеканцелар Аустрије. По први пут у Републици Аустрији се догодило да SPÖ и ÖVP заједно освоје мање од 2/3 гласова.